# Iecuanas
O povo Iecuana, também designado Ye'kwana ou Yekwana (termo iecuana que significa "gente da canoa"), é um grupo indígena que habita a Venezuela e o Brasil. No Brasil, habitam o noroeste do estado de Roraima, mais precisamente a Terra Indígena Yanomami (vivem próximo aos sanumás, subgrupo ianomâmi). A maior parte de sua população, no entanto, vive em território venezuelano, nos estados Amazonas e Bolívar, em áreas de floresta e savana.
Os índios Yekwana são também conhecidos no Brasil pelo etnônimo Maiongong e na Venezuela pelo etnônimo Maquiritare. Eles, porém, se autodenominam So'to, que significa "pessoa", "gente". Na etnologia, são conhecidos como índios comerciantes e peritos em navegação nos rios amazônicos, historicamente sendo registradas viagens comerciais que duravam anos e atingiam as cidades de Manaus, Boa Vista e Georgetown. São exímios navegadores e construtores de canoas e raladores de mandioca.

## História
Os iecuanas têm recordações de duros contatos com os espanhóis no século XVIII. Foram obrigados por estes ao trabalho na construção de fortes militares, bem como à conversão ao catolicismo. Como resultado, os iecuanas se rebelaram contra os espanhóis em 1776.
No início do século XX, o território iecuana foi invadido por seringueiros, que escravizaram aldeias inteiras.
A partir do início da década de 1960, começaram a chegar missionários protestantes e salesianos.
Na década de 1980, o garimpo chegou à região, trazendo riqueza e violência.

## Alimentação
A alimentação iecuana se baseia na sopa de peixe, pimenta e beiju.